# Веспазиано Винченцо Гонзага
Веспазиано Винченцо Гонзага (на италиански: Vespasiano Vincenzo Gonzaga), познат и като Веспазиано от Гуастала (Vespasiano di Guastalla; * 8 септември 1621, † 5 май 1687, Кадис, Кралство Испания), е италиански благородник и военен, вицекрал на Валенсия (1669 – 1675), чрез брак граф на Паредес де Нава.

## Произход
Той е син на Чезаре II Гонзага (* 1592, † 1632), херцог на Гуастала, и на съпругата му Изаабела Орсини (* 1598, † 1623). Негови дядо и баба по бащина линия са Феранте II Гонзага, херцог на Гуастала и херцог на Амалфи, и Витория Дория, а по майчина – Вирджинио Орсини, херцог на Брачано, и Фулвия Перети Дамашени. Има един брат:
- Феранте III (* 1618, † 1678), херцог на Гуастала (1632 – 1678), съпруг на Маргерита д’Есте

## Биография
Постъпва на служба в Испания на много млада възраст.
През 1646 г. се жени в Испания за Мария Инес Манрике де Лара и Манрире Енрикес, десета графиня на Паредес де Нава, давайки началото на кадетския клон Гонзага-Паредес, който изчезва с дъщеря му Мария Луиза Манрике де Лара и Гонзага.
През 1669 г. става вицекрал на Валенсия.
През 1678 г., след смъртта на брат си, херцог Феранте III без синове, Веспасиано предявява претенции за наследяване на Херцогство Гуастала, но среща съпротива от императрица Елеонора Мадалена Гонзага-Невер, леля на херцога на Мантуа Фердинандо Карло, който се е оженил за Анна Изабела Гонзага, дъщеря на Феранте III, носител на правата върху херцогството. След това претенциите му са наследени от братовчед му Винченцо Гонзага, който се жени за Мария Витория Гонзага, също дъщеря на Феранте III.

## Брак и потомство
∞ 1646 за Мария Инес Манрике де Лара и Манрике Енрикес (* ок. 1625, † 8 август 1679), десета графиня на Паредес де Нава, от която има трима сина и две дъщери:
- Мария Луиза Манрике де Лара и Гонзага (* 17 април 1649, Паредес де Нава; † 4 септември 1721, Бергамо), 11-та графиня на Паредес де Нава, чрез брак вицекралица а Галиция и Нова Испания; ∞ за Томас Антонио Мануел де ла Серда (* 24 декември 1638, † 22 април 1692), маркиз на Ла Лагуна де Камеро Виехо, вицекрал на Галиция и на Нова Испания (1680 – 1686), от когото има 1 син;
- Хосе Манрике де Лара и Гонзага (* 1683, † 1727);
- Хосе Манрике де Лара и Гонзага;
- Исабела Манрике де Лара и Гонзага, придворна дама на кралица Мариана Виктория Бурбонска;
- Диего Манрике де Лара и Гонзага.